# HMS Ark Royal (1914)
HMS Ark Royal byl první nosič hydroplánů Britského královského námořnictva. Do služby byl přijat roku 1914. Účastnil se první světové války, ruské občanské války, druhé světové války a dalších operací. Od prosince 1934 nesl jméno HMS Pegasus, čímž se to původní uvolnilo pro letadlovou loď HMS Ark Royal. Roku 1946 byl prodán civilnímu sektoru a roku 1949 byl sešrotován. Ve službě plavidlo omezovala jeho nízká rychlost, přesto se osvědčilo a poskytlo i zkušenosti s provozem nosičů hydroplánů.

## Stavba

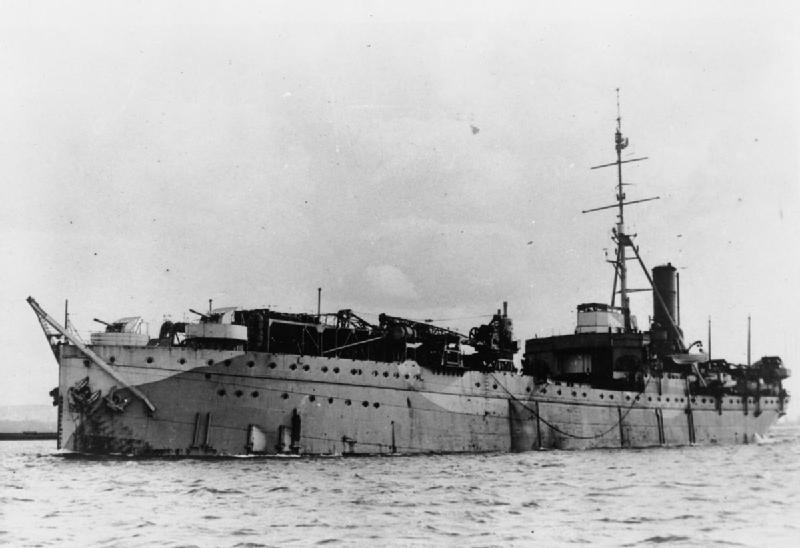
HMS Pegasus (ex Ark Royal) za druhé světové války

Na základě úspěšných zkoušek upraveného křižníku HMS Hermes První námořní lord vyčlenil prostředky na akvizici nového nosiče hydroplánů. Vybrána byla nákladní loď, rozestavěná 7. listopadu 1913 loděnicí Blyth Shipbuilding Company v Blythu. Admiralita plavidlo zakoupila v květnu 1914. Dokončeno bylo ve zcela odlišné podobě. Například pohonný systém byl posunut více na záď, čímž byl získán prostor pro hangár. Plavidlo bylo na vodu spuštěno 5. září 1914 a do služby bylo přijato v prosinci 1914.

## Konstrukce

Pegasus s hydroplánem Supermarine Walrus

Ark Royal byl vyzbrojen čtyřmi 76mm kanóny a dvěma 7,7mm kulomety. Kromě hangáru byly na palubě i dílny pro údržbu a opravu letadel. Nesl pět hydroplánů a dvě až čtyři letadla s pevným podvozkem. Startovaly buď z paluby (hydroplány na odhazovatelném podvozku, pozemní letouny musely přistát na pevnině), nebo přímo z mořské hladiny. K manipulaci s nimi sloužily dva jeřáby. První sestavu letounů představovaly dva hydroplány Sopwith Type 807, dva letouny Wright, dva letouny Sopwith Tabloid a jeden Short Admiralty Type 166. Pohonný systém tvořily dva kotle a jeden parní stroj o výkonu 3000 hp, roztáčející jeden lodní šroub. Nejvyšší rychlost dosahovala jedenáct uzlů.

## Služba
Ark Royal operovala především ve Středomoří. V roce 1915 se zapojila do bitvy o Gallipoli, později sloužila jako depotní loď pro hydroplány z celého regionu. V roce 1919 byla nasazena v oblasti Somalilandu proti povstání Muhammada Abdallaha Hassana. Podílela se i na britské intervenci do ruské občanské války. V letech 1920–1921 loď prošla opravami v Rosythu. Do služby se vrátila v září 1922 po krátkém období v rezervě. Od roku 1930 byla využívána zejména ve výcviku. Dne 21. prosince 1934 bylo plavidlo přejmenováno na HMS Pegasus. Sloužilo převážně jako depotní loď. Roku 1938 bylo vybaveno katapultem a přezbrojeno čtyřmi 76mm kanóny.
Plavidlo Pegasus se účastnilo i druhé světové války. V noci na 14. října 1939 Pegasus asistoval při záchraně přeživších z torpédované bitevní lodě HMS Royal Oak ve Scapa Flow. Roku 1940 byla upravena pro nesení stíhacích letounů Fairey Fulmar a jejich vypouštění pomocí katapultu. Katapultové lodě byly nouzové řešení pro poskytnutí leteckého krytí konvojům v oblastech, kde operovaly nepřátelské dálkové průzkumné letouny. V této roli působila v letech 1941–1942. Poté se vrátila k výcviku. Od roku 1944 bylo využíváno jako plovoucí kasárna. V prosinci 1946 byl Pegasus prodán k přestavbě na nákladní loď Anita I. Přestavbu zahájily loděnice v Antverpách, ta však nebyla dokončena a loď byla roku 1949 prodána do šrotu.